# Bajtava
Bajtava (in ungherese Bajta) è un comune della Slovacchia facente parte del distretto di Nové Zámky, nella regione di Nitra.